# Ерполцхајм
Ерполцхајм (њем. Erpolzheim) општина је у њемачкој савезној држави Рајна-Палатинат. Једно је од 48 општинских средишта округа Бад Диркхајм. Према процјени из 2010. у општини је живјело 1.330 становника. Посједује регионалну шифру (AGS) 7332015.

## Географски и демографски подаци
Ерполцхајм се налази у савезној држави Рајна-Палатинат у округу Бад Диркхајм. Општина се налази на надморској висини од 100 метара. Површина општине износи 3,6 km². У самом мјесту је, према процјени из 2010. године, живјело 1.330 становника. Просјечна густина становништва износи 369 становника/km².